# Anton Hansch

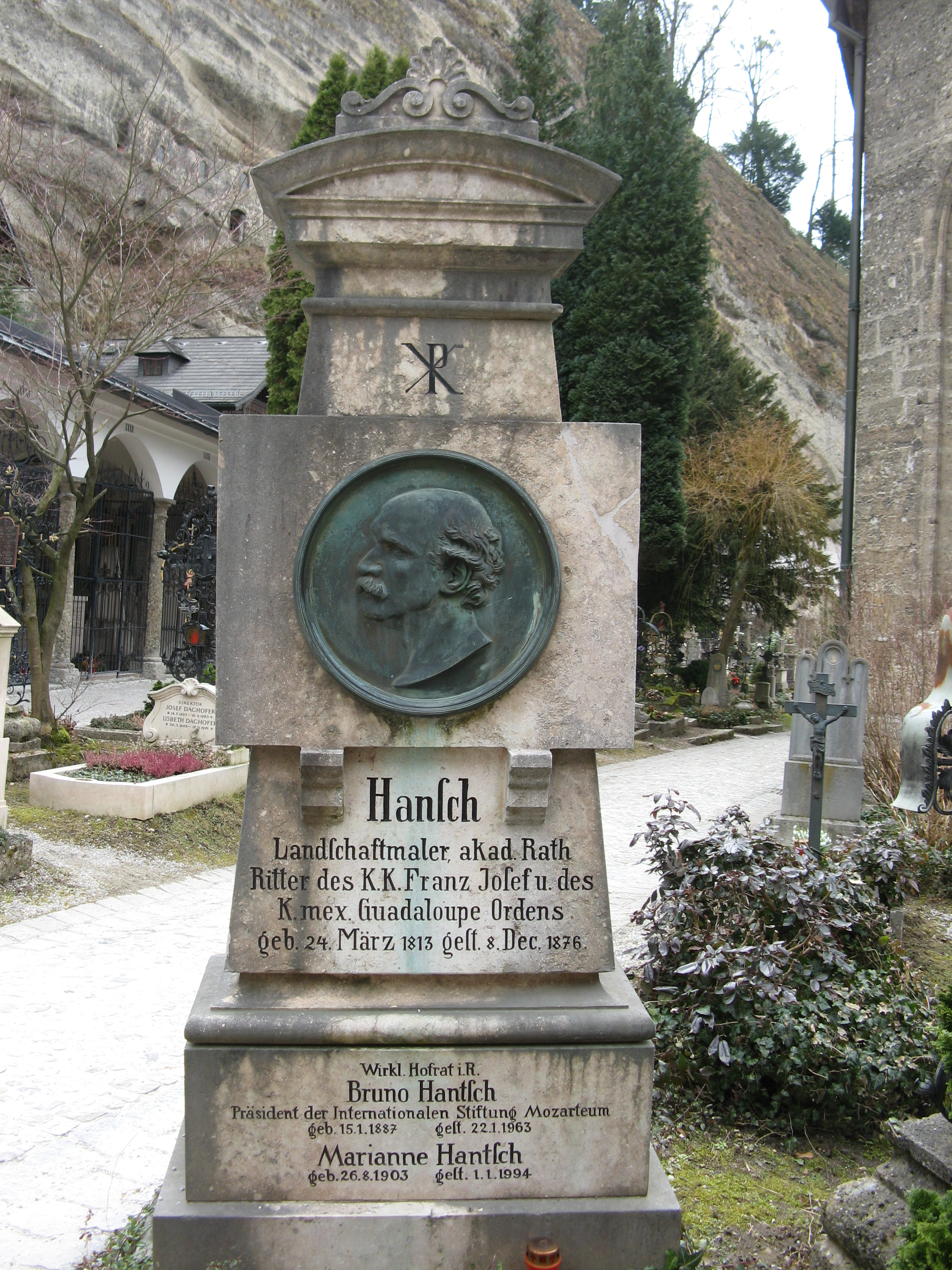
Grabmal von Anton Hansch am Petersfriedhof Salzburg mit Porträtmedaillon von Anton Paul Wagner, 1877.

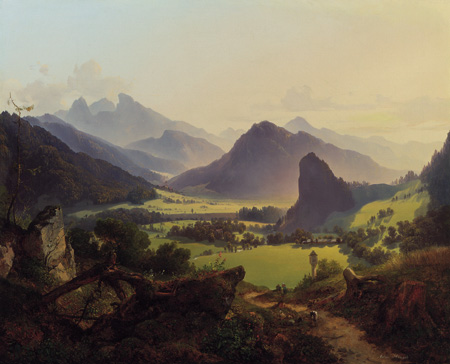
Anton Hansch, Blick ins steirische Landltal, 1837, Öl auf Leinwand, 44,8 × 55,7 cm

Anton Hansch (* 24. März 1813 in Wien; † 8. Dezember 1876 in Salzburg) war ein österreichischer Landschaftsmaler.

## Leben
Anton Hansch entstammte einer Wiener Familie und wurde in der damaligen Wiener Vorstadt Windmühle 87 der Pfarre Laimgrube (heute Gumpendorfer Straße 26) geboren. Er studierte 1826–36 an der Wiener Akademie der bildenden Künste beim Landschaftsmaler Josef Mössmer. Studienreisen, oft gemeinsam mit seinem Freund Friedrich Gauermann, führten ihn in die Alpenregion. 1848 wurde Hansch Mitglied der Wiener Akademie, 1861 des Künstlerhauses. 1875 übersiedelte Hansch nach Salzburg, wo er ein Jahr darauf starb.
Zu Ehren des Künstlers wurde 1930 in Wien-Hietzing der Hanschweg benannt.

## Leistung
Anton Hansch ist der bedeutendste Alpen- und Gebirgsmaler Österreichs in der zweiten Hälfte des 19. Jahrhunderts. Seine Bilder sind meist idealisierend und heroisch gestimmt.

## Werke
- Untersberg und Watzmann von der Salzach aus (Salzburg, Museum Carolino Augusteum, Inv. Nr. 114/50), 1850, Öl auf Leinwand
- Unter den Linden – Abendlandschaft (Wien, Belvedere, Inv. Nr. 7), 1858, Öl auf Leinwand, 127 × 189 cm
- Der Stubaiferner in Tirol (Wien, Belvedere, Inv. Nr. 3084), um 1875, Öl auf Leinwand, 95 × 126 cm
- Der Großvenediger (Salzburg, Residenz Galerie, Inv. Nr. 414), Öl auf Leinwand, 76,4 × 105,4 cm
- Der Melnik im Maltatal in Kärnten (Privatbesitz), Öl auf Leinwand, 73,5 × 105,5 cm